# Pyrota vittigera
Pyrota vittigera es una especie de coleóptero de la familia Meloidae.

## Distribución geográfica
Habita en Bolivia.